# Feng-chuang

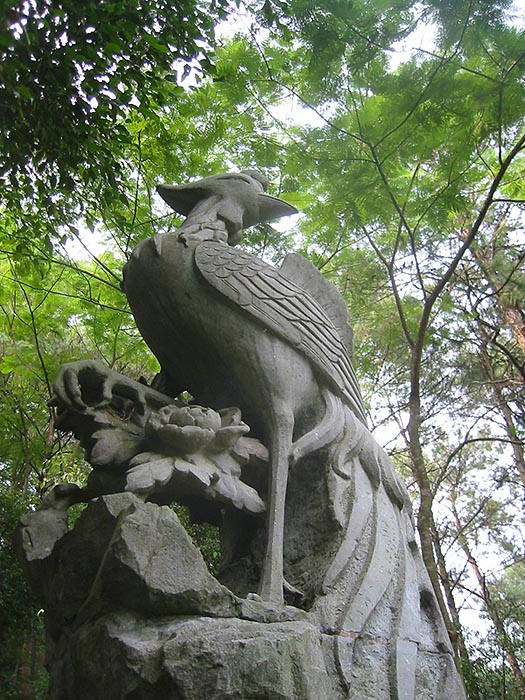
Socha feng-chuanga, Nanning, Guangxi, Čína

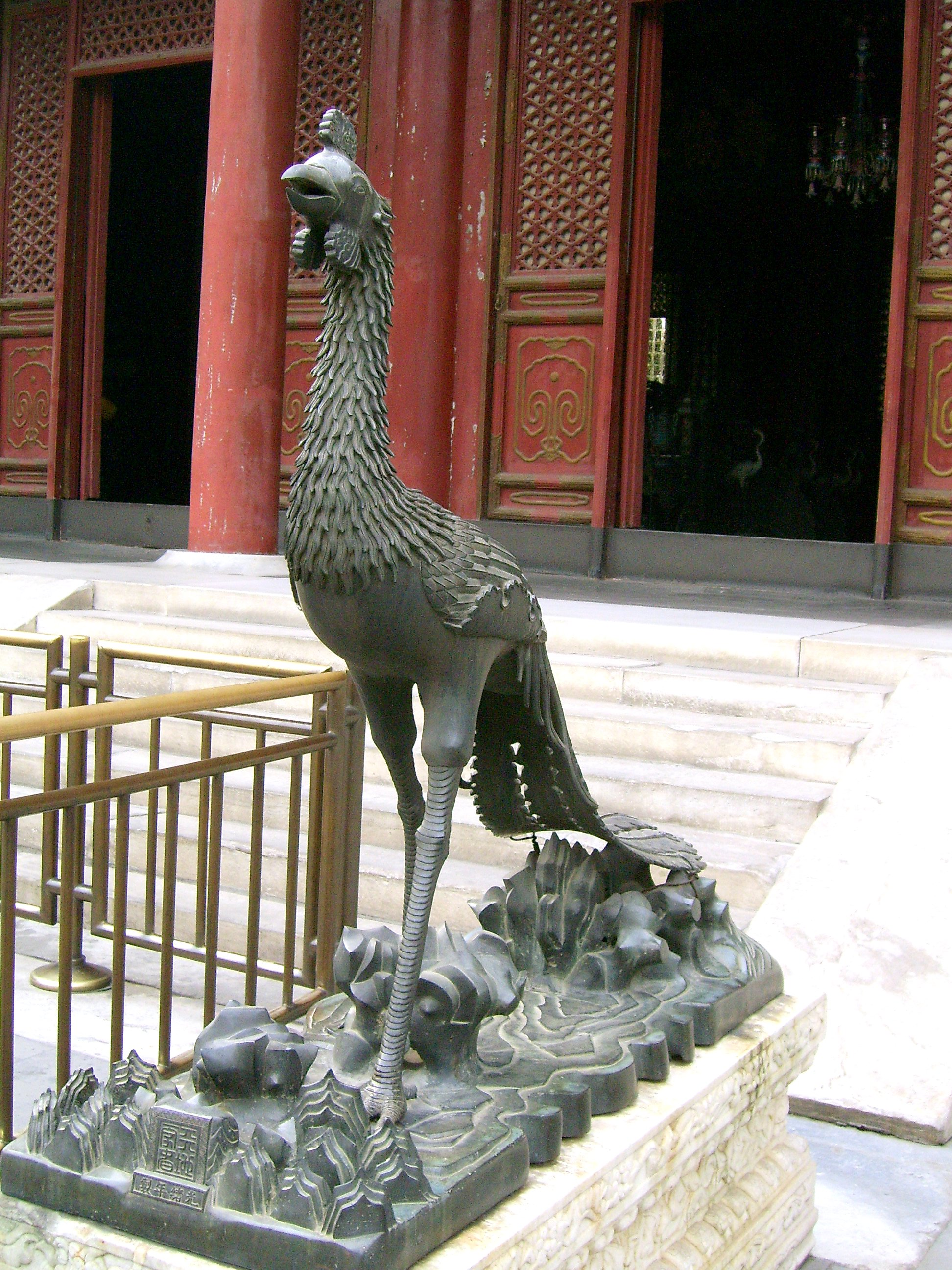
Fenghuang, socha, Čína.

Feng-chuang (čínsky: 鳳凰/凤凰, pinyin: Fènghuáng; japonsky: 鳳凰, hó-ó; korejsky: 봉황, bonghwang; vietnamsky: Phượng Hoàng) je pták z čínské mytologie, jedno ze čtyř nebeských zvířat, které jsou symbolem dokonalosti. Feng je mužská, chuang je ženská součást ptáka, který v sobě dokonale spojuje principy jin a jang. Tento čínský fénix je spojený s jižní světovou stranou a s pěti ctnostmi představovanými pěti barvami jeho peří - červenou, žlutou, bílou, černou a azurovo-modrou.
Feng-chuang je podle čínských mýtů králem tři sta šedesáti rodů ptáků. Spolu s dalším ze čtyř nebeských zvířat, jednorožcem Čchi-linem, žije v Smaragdových horách. V době blahobytu se živí výhonky bambusu a rosou. Když má oznámit narození velkého mudrce, opouští les a objevuje se jako znamení v Říši středu. Přitom je doprovázen zástupem ptactva, kteří tak uctívají svého nejvznešenějšího ze všech ptáků.
První záznam o Feng-chuangovi pochází z roku 2647 př. n. l., kdy se pár fénixů uhnízdil v císařské zahradě. Další záznam hovoří o tom, jak se další pár ptáků objevil na dvoře císaře Shu v době královské ceremonie. Objevení Feng-chuanga se vyskytuje i v mnoha dalších pramenech.
Čínský fénix je symbolem císařské rodiny. Obyčejně je spojován s osobou císařovny, tak jako je drak spojován s osobou císaře.
Od zpěvu Feng-chuanga je odvozená čínská hudební stupnice.